# الکساندر میشچنکو
الکساندر میشچنکو (روسی: Александр Григорьевич Мищенко؛ زادهٔ ۳۰ ژوئیهٔ ۱۹۹۷) بازیکن فوتبال اهل قرقیزستان است.
از باشگاه‌هایی که در آن بازی کرده‌است می‌توان به باشگاه فوتبال دوردوی بیشکک اشاره کرد.
وی همچنین در تیم ملی فوتبال قرقیزستان بازی کرده‌است.